# Timothy Dexter
Timothy Dexter (22 de janeiro de 1747 - 23 de outubro de 1806) (autodenominado Lorde Timothy Dexter) foi um empresário conhecido pelo seu comportamento excêntrico e obras. Ele tornou-se rico por casamento e uma série de investimentos improváveis com sucesso, e gastou a sua fortuna luxuosamente. Embora mal educado ou literado, Dexter considerava-se "o maior filósofo no mundo conhecido", e escreveu um livro, A Pickle for the Knowing Ones, em que defendia as suas opiniões sobre vários tópicos e tornou-se notório pelos seus erros ortográficos estranhos e erros gramaticais.

## Biografia
Dexter nasceu em Malden na Província da Baía de Massachusetts. Ele veio de uma família pobre de imigrantes irlandeses que se tinham mudado para o Novo Mundo no século passado. Ele tinha pouca escolaridade e deixou a escola para trabalhar como um agricultor com 8 anos.
Quando tinha 16 anos, ele tornou-se aprendiz de curtidor. Em 1769, ele mudou-se para Newburyport, Massachusetts. Ele casou-se com Elizabeth Frothingham de 32 anos, uma viúva rica, e comprou uma mansão com o dinheiro. Dexter abriu uma loja na cave, vendendo calças de moosehide, luvas, couros e gordura de baleia. Elizabeth também abriu uma loja.
No final da Guerra de Independência dos Estados Unidos, ele comprou grandes quantidades de dinheiro colonial depreciado que não tinha valor na altura. No final da guerra, o governo dos EUA cumpriu as suas notas a um por cento do valor de face, enquanto Massachusetts pagou as suas notas a valor nominal. O seu investimento permitiu-lhe acumular um lucro considerável. Ele construiu dois navios e começou um negócio de exporte para as Índias Ocidentais e Europa.[carece de fontes?]
Num esforço para elevar o seu status social, Dexter começou a escrever petições apoiando que fosse considerado para um cargo público. Pensa-se que pelas múltiplas petições de Dexter, o governo de Newsbury decidiu que a melhor forma de o silenciar seria dando-lhe o título de "Informador do Veado", visto que não existiam veados em Newburyport.
Por ter tido pouca educação, o seu senso de negócio era considerado peculiar. Ele foi aconselhado a enviar aquecedores de cama- usados para aquecer camas nos invernos frios de New England- para revenda nas Índias Ocidentais, uma área tropical. Este conselho foi um engenho deliberado pelos rivais para o pôr em bancarrota. O capitão do seu navio vendeu-os como conchas para a indústria local de melaço e fez bom lucro. De seguida, Dexter enviou luvas de lã para o mesmo local, onde os vendedores asiáticos os compraram para exportar para a Sibéria.
As pessoas em tom de brincadeira disseram-lhe "envia carvão para Newcastle". Fortuitamente, ele fê-lo durante uma greve dos mineiros de Newcastle, e a sua carga foi vendida. Em outra ocasião, disseram-lhe que podia fazer dinheiro ao enviar luvas para a Ilhas no Mar do Sul. Os seus navios chegaram lá a tempo de vender as luvas ao barcos portugueses a caminho da China.
Ele exportou Bíblias para as Índias Orientais e gatos vadios para o Caribe e mais uma vez lucrou; Missionários Orientais estavam a necessitar de Bíblias e o Caribe agradeceu a solução para a infestação de ratos. Ele também acumulou ossos de baleia por acidente, mas acabou por as vender como espartilhos.
Enquanto sujeito de ridículo, a ostentação de Dexter deixa claro que ele entendeu o valor de encurralar o mercado em bens que os outros não viam como valiosos e a utilidade de "agir como o tolo".
A alta sociedade de New England desprezaram-no. Dexter comprou uma casa grande em Newburyport de Nathaniel Tracy, um socialite local, e tentou emular a mansão proeminente de Tracy. Ele decorou esta casa com minaretes, um águia de ouro no topo da cúpula, um mausoléu para si, e um jardim de 40 estátuas de madeira de homens famosos, incluindo George Washington, William Pitt, Napoleão Bonaparte, Thomas Jefferson, e si. A última tinha a inscrição, "eu sou o primeiro no Este, o primeiro no Oeste, e o maior filósofo no Mundo Ocidental". Dexter também comprou um imóvel em Chester, New Hampshire. Aí, Dexter recomendou que as pessoas o chamassem de Conde de Chester. Ele ofereceu um quarto às crianças que o chamassem de Lorde Chester, e jantar e bebidas ao adultos que o fizessem.
Apesar da sua boa sorte, a sua relação com a família sofreu. Ele dizia frequentemente aos visitantes que a sua mulher (que estava viva) tinha morrido, e que a mulher que estava no edifício era simplesmente o seu fantasma. Num episódio notável, Dexter fingiu a sua morte para ver como as pessoas iriam reagir, e cerca de 3,000 pessoas foram ao seu velório falso. Quando Dexter não viu a sua mulher a chorar, ele revelou a mentira e bateu-lhe com uma cana por não estar a fazer o luto.

## Obra
Com 50 anos, Dexter escreveu A Pickle for the Knowing Ones (também conhecido como Plain Truth in a Homespun Dress), no qual se queixava sobre políticos, o clero, e a sua mulher. O livro contem 8,847 palavras e 33,864 letras, mas sem qualquer pontuação e com escrita e capitalização inortodoxa. Dexter também assina o seu nome no fim de cada capítulo, como se fossem cartas. Uma secção começa:

Soue o primeiro Lorde nos Testados Unidos da A mércia Agora de Newburyport é a vos do pobo e eu não Posso fazer nada então Eu deixo estare
A primeira edição foi uma edição de autor em Salem, Massachusetts, em 1802. Dexter inicialmente distribuiu o seu livro de graça, mas tornou-se popular e foi reimpresso oito vezes. A segunda edição foi impressa em Newburyport em 1805. Na segunda edição, Dexter respondeu a queixas sobre a falta de pontuação do livro adicionando uma página extra de 11 linhas de pontuação com a instrução que a gráficas e os leitores poderiam inseri-las quando preciso.

## Legado

Casa do "Lorde" Timothy Dexter, Newburyport, Massachusetts

Alguns dos contemporâneos sociais de Dexter consideraram-no pouco inteligente; o seu obituário considerava "os seus dotes intelectuais não sendo do selo mais exaltado". Dexter tentou polir o seu legado ao recrutar Jonathan Plummer, um vendedor de peixe e poeta amador, que exaltou o seu patrono em verse:

Lorde Dexter é um homem de fama;

Mais celebrado é o seu nome;

Mais precioso que ouro que é puro;

Lorde Dexter brilha eternamente.

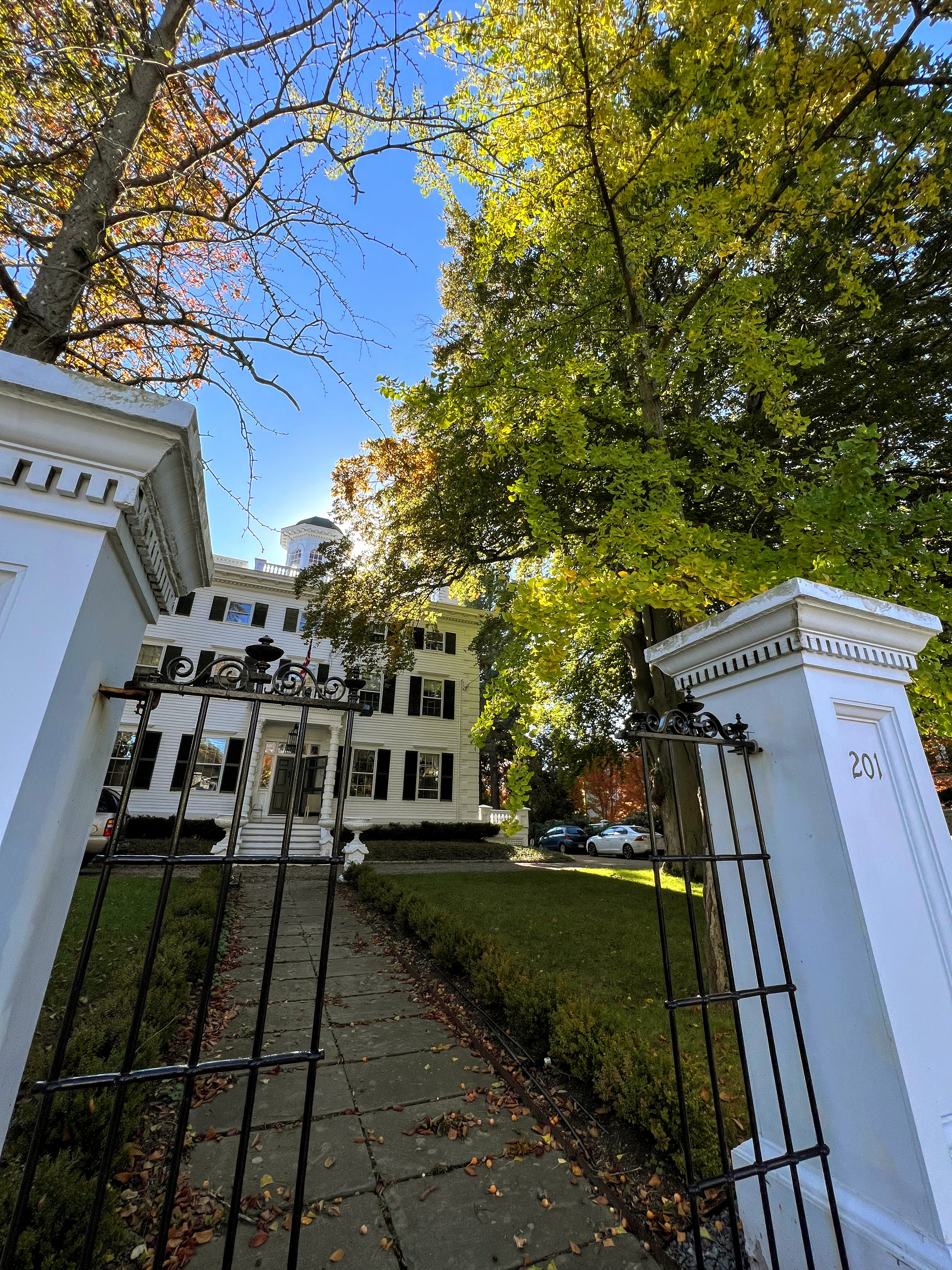
Casa do Lorde Timothy Dexter, outubro de 2022

O Escritório de Sucessões de Massachusetts avaliou o seu imóvel em $35,027.39 (equivalente a 851€ em 2023) na altura da morte de Dexter em 1806. Depois da sua morte, a casa em Newburyport teve a sua mobília, bolas douradas e muitas das estátuas de jardim leiloadas a 12 de maio de 1807. O Grande Galé de setembro de 1815 derrubou a maioria do resto das estátuas, as sobreviventes foram vendidas em outro leilão; algumas acabaram queimadas como lenha.
No fim, menos de seis das 40 estátuas originais sobreviveram até ao presente, sendo redescobertas durante a Grande Depressão como resultado de um inquérito da Works Progress Administration; a mais proeminente sendo a de William Pitt, restaurada pelo Smithsonian Institution e atualmente em empréstimo ao Museu de Velho Newbury. Em 2013, um par de figurinos esculpidos que adornavam a entrada da casa, intitulados "Paz" e "Abundância", foram leiloadas pela casa de leilão Amesbury, mas falhou em arrecadar o preço de reserva  de $40,000 esperado pelo vendedor.
A Casa Timothy Dexter foi brevemente convertida numa pousada pouco depois da morte da viúva de Dexter, Elizabeth, ter morrido em 1809, seguida de uma sucessão de donos privados. Em 1984, William Quill, um local de Newburyport criado em Johnston St, comprou a casa por $200,000 e restaurou-a. Quando a renovação estava perto de estar completa, um acidente com um maçarico a 15 de agosto de 1988 causou um incêndio que destruiu o edifício, mas as plantas originais preservadas pela Sociedade para a Preservação de Antiguidades de New England permitiram que a casa fosse reconstruída como era. A Casa Timothy Dexter continua como a residência privada da família Quill.
Depois da morte de Dexter, uma rua que interseta a esquina da High St. onde a Casa Timothy Dexter está localizada foi chamada "Dexter Ln" em sua memória. A primeira casa construída na rua foi construída em 1967. O Projeto Dexter Lane, um desenvolvimento habitacional acessível de 16 unidades, está atualmente a ser construído na Dexter Ln nº 14.